# Cinnamomum glanduliferum
Cinnamomum glanduliferum (Wall.) Meisn. – gatunek rośliny z rodziny wawrzynowatych (Lauraceae Juss.). Występuje naturalnie w Indiach, Nepalu, Mjanmie, Malezji oraz południowych Chinach (w środkowym i północnym Junnanie, południowym Syczuanie, południowym Kuejczou i południowo-wschodnim Tybecie. 

## Morfologia
PokrójZimozielone drzewo dorastające do 5–15 m wysokości. Kora jest podłużnie popękana i ma brązowoszarawą barwę. Gałęzie są mocne.
LiścieNaprzemianległe. Mają kształt od eliptycznego do lancetowatego. Mierzą 14–16 cm długości oraz 4–6,5 cm szerokości. Są nagie. Nasada liścia jest klinowa, czasami niesymetryczna. Blaszka liściowa jest o ostrym lub krótko spiczastym wierzchołku. Ogonek liściowy jest nagi i dorasta do 2–3 mm długości.
KwiatySą niepozorne, obupłciowe, zebrane w wiechy, rozwijają się w kątach pędów. Kwiatostany dorastają do 4–10 cm długości, podczas gdy pojedyncze kwiaty mają długość 3 mm. Są lekko owłosione i mają żółtawą barwę.
OwoceMają kulisty kształt, osiągają 10 mm średnicy, mają czarną barwę.

## Biologia i ekologia
Rośnie w wiecznie zielonych lasach. Występuje na wysokości od 1500 do 2500 m n.p.m. Kwitnie od marca do maja, natomiast owoce dojrzewają od lipca do września. 

## Zastosowanie
Liściaste gałązki tego gatunku zawierają olejki eteryczne i kamforę.